# Dick Jurgens
Dick Henry Jurgens (eigtl. Dietrich Heinrich Jurgens jr.; * 9. Januar 1910 in Sacramento (Kalifornien); † 5. Oktober 1995 ebenda) war ein US-amerikanischer
Jazz-Bandleader des Swing.
Dick Jurgens wurde als Sohn von Dietrich Heinrich Jurgens und Clara Matilda (Erath) Jurgens in Sacramento geboren. Er spielte zunächst in einem Orchester an der Highschool. 1928 gründete er seine erste eigene Formation, als er noch Student war. Mitglied war auch sein Bruder Will Jurgens, der später sein Manager wurde. Jurgens studierte an der Universität Berkeley und am Sacramento Junior College, bevor er 1933 ein Engagement mit seinem Orchester im St. Francis Hotel in San Francisco annahm. Im folgenden Jahr nahm ihn Decca Records unter Vertrag, und er nahm zwischen 1934 und 1940 zahlreiche Schallplatten für das Label auf. Jurgens' Sänger in dieser Zeit war Eddy Howard. Jurgens spielte in dieser Zeit u. a. im Casino Ballroom auf Santa Catalina Island, den Elitch Gardens in Denver, dem Aragon Ballroom und dem Trianon Ballroom in Chicago. 1938 nahm er für Vocalion Records und ab 1940 für Okeh Records auf; sein erster Erfolg in der US-amerikanischen Your Hit Parade war „It's a Hundred to One You're in Love with Me“ im Jahr 1939; im folgenden Jahr war der Titel „In an Old Dutch Garden“ ein großer Hit. 
Glenn Miller spielte öfter Versionen von Dick Jurgens' Songs ein, die dann oft erfolgreicher als die Originale waren, wie der Song „Careless“. Nachdem Sänger Howard Jurgens' Band 1940 verlassen hatte, wurde Harry Cool der Leadsänger. Jurgens nahm um 1940 weitere Hits auf, wie „A Million Dreams Ago“ und das Instrumental „Elmer's Tune“, das schließlich Glenn Miller in einer Vokalversion zum Nummer-eins-Hit brachte. Weitere späte Hits waren „The Bells of San Raquel“ und „Happy in Love“ (das bei Columbia Records erschien). Sein größter Erfolg im Jahr 1942 war „One Dozen Roses“, mit Buddy Moreno als Sänger; der Song-Hit erreichte in diesem Sommer #1 der Hitparade.
Ende 1942 löste Jurgens löste infolge des Schallplattenstreiks der American Federation of Musicians seine Band auf. Er leistete dann von 1942 bis 1945 bei den Marines seinen Wehrdienst ab und leitete Theatershows in der Truppenbetreuung. 1946 wiederbelebte er seine Band und nahm bis in die 1950er Jahre für Columbia und Mercury Alben auf. 1948 hatte er auf dem Sender CBS eine eigene Radioshow; im gleichen Jahr heiratete er Miriam Davidson. Jurgens hielt seine Formation bis 1956 zusammen, bis schließlich der Swing-Stil unpopulär wurde. Danach zog er nach Colorado Springs und gründete mit seinem Bruder ein Elektro-Geschäft. Gelegentlich spielte er noch im Broadmoor Country Club in Colorado Springs, dann zog er 1965 nach Kalifornien, wo er erneut auftrat. In den 1960er Jahren stellte er eine neue Band zusammen und trat bis 1976 auf. 
Seine letzten Jahre lebte er in Sacramento; er verkaufte die Namens-Rechte seines Ensembles 1986 an Don Ring.
Seine Musik der 1930er und 1940er Jahre erschien bei Hindsight Records in der Reihe The Uncollected.